# NGC 1399

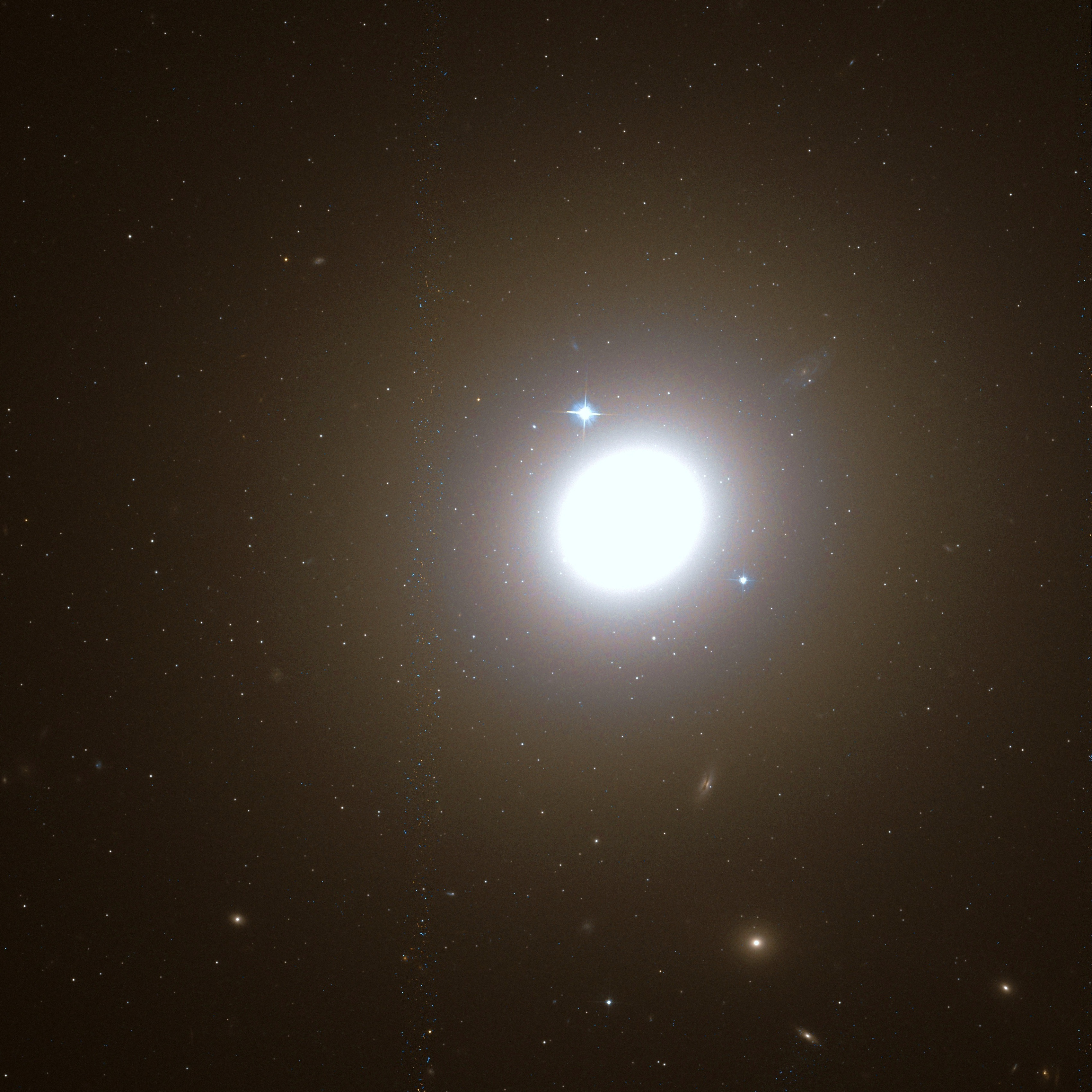
NGC 1399

NGC 1399 este o galaxie eliptică de dimensiuni mari din constelația sudică Cuptorul, fiind galaxia centrală din Roiul Cuptorul.
Există posibilitatea ca o gaură neagră supermasivă, cu o masă egală cu 500 de milioane de mase solare, să fie prezentă în centrul acestei galaxii.